# NNJL
NNJL - album studyjny polskiego rapera Gedza. Wydawnictwo ukazało się 24 października 2014 roku nakładem wytwórni muzycznej Urban Rec. Produkcji nagrań podjęli się: Robert Dziedowicz, Grrracz, Deemz, Sherlock, Julas oraz Henson. Z kolei wśród gości na płycie znaleźli się Feto, Pióro, Onek87 oraz Paluch.
Album dotarł do 19. miejsca zestawienia OLiS.

## Lista utworów
Opracowano na podstawie materiału źródłowego.
1. "Mgła" (produkcja: Robert Dziedowicz, scratche: DJ Krug) - 2:18
2. "Akrofobia" (produkcja: Grrracz) - 2:58
3. "C.G.W.D (Intro)" (produkcja: Deemz) - 2:17
4. "C.G.W.D" (produkcja: Sherlock) - 3:50
5. "Molotov" (produkcja: Deemz) - 2:59
6. "S&C" (produkcja: Grrracz) - 3:53
7. "Znaki zapytania" (produkcja: Grrracz) - 2:24
8. "Red Bull" (produkcja: Deemz) - 2:32
9. "Chaos" (produkcja: Grrracz) - 2:51
10. "B.O.R." (produkcja: Grrracz) - 3:17
11. "Serwus" (produkcja: Julas) - 3:48
12. "Przepraszam" (gościnnie: Feto, Pióro, produkcja: Henson) - 4:48
13. "Niebo nie jest limitem" (gościnnie: Onek87, Paluch, produkcja: Sherlock) - 5:21